# Obuse
Obuse (jap. 小布施町 Obuse-machi) – miasto w Japonii, na wyspie Honsiu, w prefekturze Nagano. Według danych na rok 2020 miejscowość zamieszkiwało 10 660 mieszkańców , a gęstość zaludnienia wyniosła 557,5 os./km².